# Wiktor Michailowitsch Arnautow

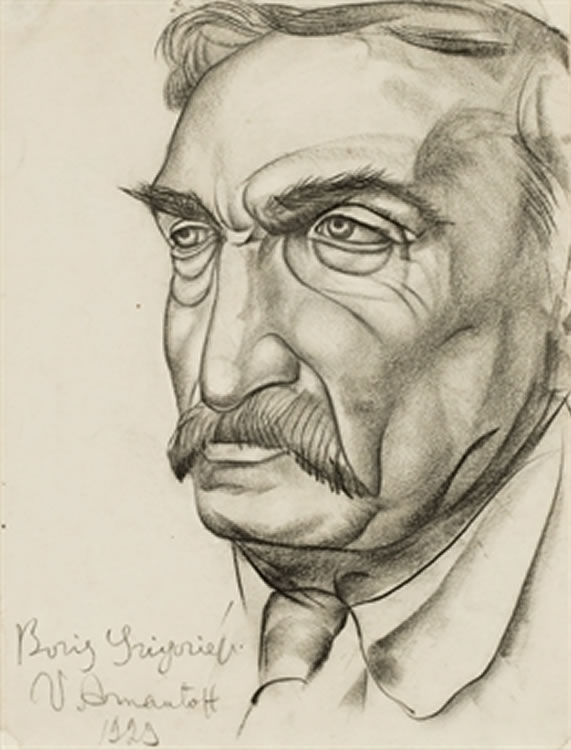
Porträt des W. M. Arnautow, gezeichnet von B. Grigorjew

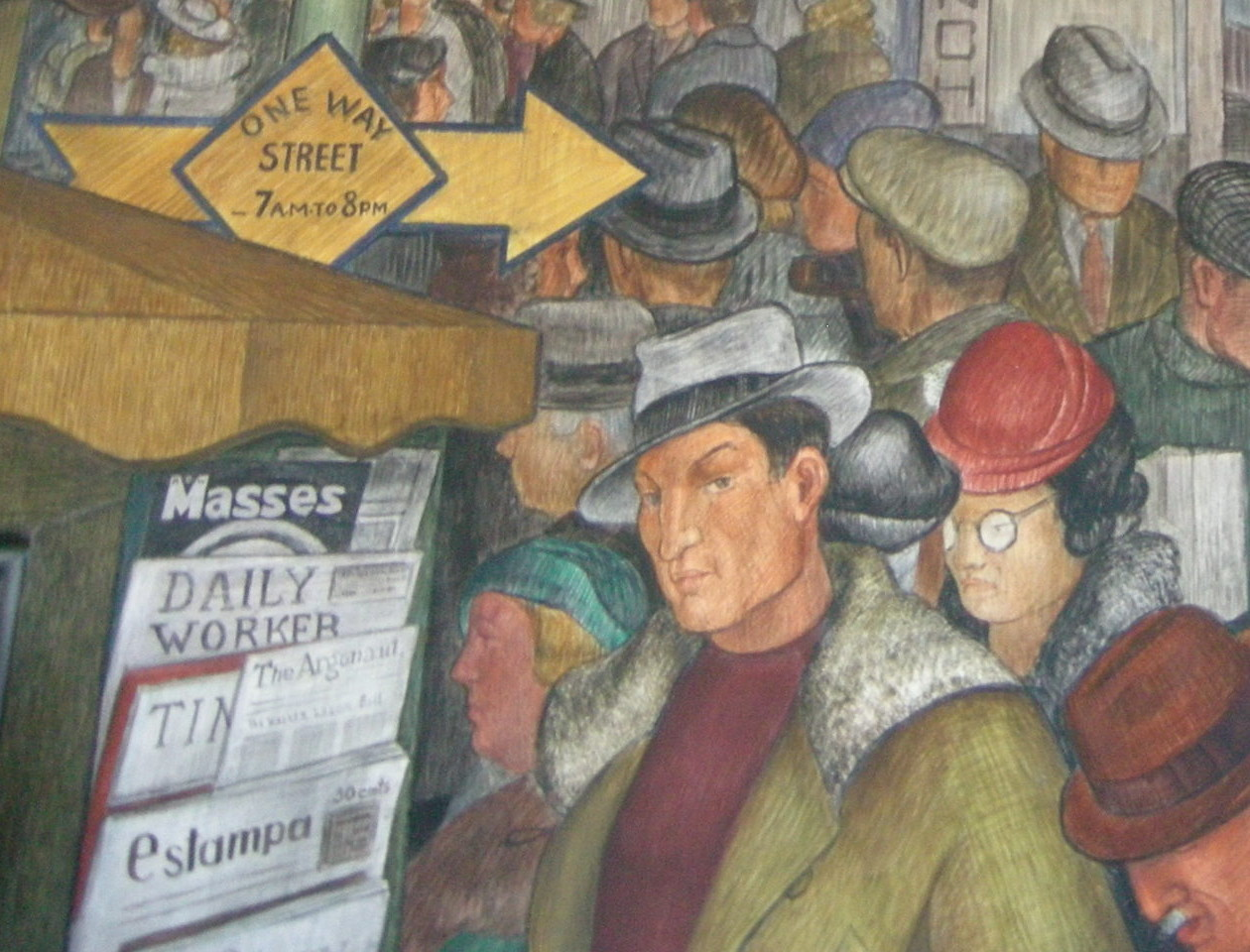
Selbstporträt des W. M. Arnautow

Wiktor Michailowitsch Arnautow (russisch Виктор Михайлович Арнаутов; * 11. November 1896 in Uspeniwka; † 22. März 1979 in Leningrad) war ein russischer Wandmaler und Mitglied der Union der Künstler der UdSSR. Der Maler und Mosaikkünstler war zeitweise Assistent von Diego Rivera, schuf Mosaik-Wandbilder im Flughafen Mariupol. Er ist insbesondere für das Fresko City Life bekannt, das im Erdgeschoss des Coit Tower zu sehen ist.

## Leben
Arnautow wurde als Sohn eines Priesters geboren. Seine Jugend verbrachte er in Mariupol, wo er das Alexander-Gymnasium besuchte. In Mariupol bekam er Zeichenunterricht vom Künstler Wasilij Petrowitsch Tarasow. Arnautow begann im Jahr 1914 die Ausbildung in der Kavallerie-Kadettenschule in Jelisawetgrad und kämpfte für die zaristische Armee im Ersten Weltkrieg, wofür er mit dem Georgskreuz ausgezeichnet wurde. Im Oktober 1917 stieg er zum Geschwaderkommandant auf, wurde aber – in der Folge der Oktoberrevolution – im Jahr 1918 demobilisiert und in Simbirsk angesiedelt. Arnautow schloss sich der bald darauf im Russischen Bürgerkrieg der Weißen Armee unter Koltschak an und musste sich mit ihr bis in den Fernen Osten zurückziehen, so dass er schließlich im Jahr 1920 nach Harbin floh, wo er bei ehemaligen Lehrern der Kunsthochschule Jekaterinburg Michail Alexandrowitsch Kitschigin (1883–1968) und Alexander Bernardazzi in deren Studio lernte, wodurch er mit Ikonenmalerei Geld verdienen konnte. Zudem verdiente er sich Geld von 1923 bis 1925 als Kavallerieausbilder für Zhang Zuolin in Mukden. In China heiratete er die Tochter eines Assistenten des Militärattachés, mit der er drei Söhne hatte.
Arnautow zog 1925, nachdem er ein Visum erlangt hatte, nach San Francisco um, wo er bis 1929 sein Studium an der California School of Art fortsetzte. Seine Lehrer waren Ralph Ward Stackpole (1885–1973) und Lee Fritz Randolph (1880–1956). Von 1929 bis 1931 arbeitete er in Mexiko unter der Leitung des Monumentalkünstlers Diego Rivera. In Mexiko-Stadt war er Fresken für den Bau des Gesundheitsministeriums, des National- und des Gouverneurspalastes beteiligt. Zu Arnautows Bekannten gehörten russische Emigrantenkünstler, darunter Boris Dmitrijewitsch Grigorjew, der 1929 ein grafisches Porträt von Arnautow schuf. Anfang der 1930er Jahre kehrte er in die USA zurück, wo er als Lehrer an der California School of Art arbeitete. Er schuf Wandmalereien für eine Klinik in Palo Alto (1932) und den Coit Tower (1934–1938). In einer der Schulen in der Stadt San Francisco bemalte er 1936 die Wände mit einer Serie von 13 Fresken namens „The Life of Washington“ mit einer Fläche von etwa 1.600 Quadratmetern, die Szenen aus dem Leben von George Washington darstellten. Ende Juni 2019 beschloss das Bildungsamt der Stadt San Francisco, diese Wandbilder zu übermalen. Grund waren unbeliebte Gemälde des Malers, die George Washington unter seinen Sklaven zeigten. Auch das Gemälde, das den leblosen Körper eines amerikanischen Ureinwohners (Indianer) zeigte, der von einem Kolonialisten erschossen wurde, fand keine Zustimmung. Mehr als 400 Gelehrte und Pädagogen aus den USA und anderen Ländern unterzeichneten eine Petition an die Schulbehörde, in der sie aufgefordert wurden, die Entscheidung, die Fresken zu übermalen oder zu zerstören, zu überdenken.
Von 1936 bis 1961 lehrte er an der Stanford University als Kunstprofessor. Im amerikanischen Exil begann sich Arnautow mit dem Kommunismus zu beschäftigen und trat im Jahr 1938 der Kommunistischen Partei der USA bei. Im gleichen Jahr wurde sein Vater in der Sowjetunion erschossen. Nach dem Tod seiner Frau (1961) und der Pensionierung kehrte er 1963 in seine Heimat zurück, nahm die sowjetische Staatsbürgerschaft an und ließ sich in Mariupol nieder, wo er im Haus mit der Uhr sein Atelier betrieb und mehrere Mosaike schuf (unter anderem Von den Skythen ins Weltall (russisch От скифов к космосу) im Flughafengebäude und ein Mosaik in der Schule Nr. 54). Im Jahr 1970 heiratete er erneut und zog mit seiner neuen Frau 1972 nach Leningrad um. Er wurde auf dem Friedhof in Leningrad beigesetzt, 1980 wurden die sterblichen Überreste auf den Mariupoler Friedhof umgebettet. Nach dem Tod des Künstlers wurden 19 seiner Werke von der Witwe dem Staatlichen Russischen Museum gespendet.

## Gemälde

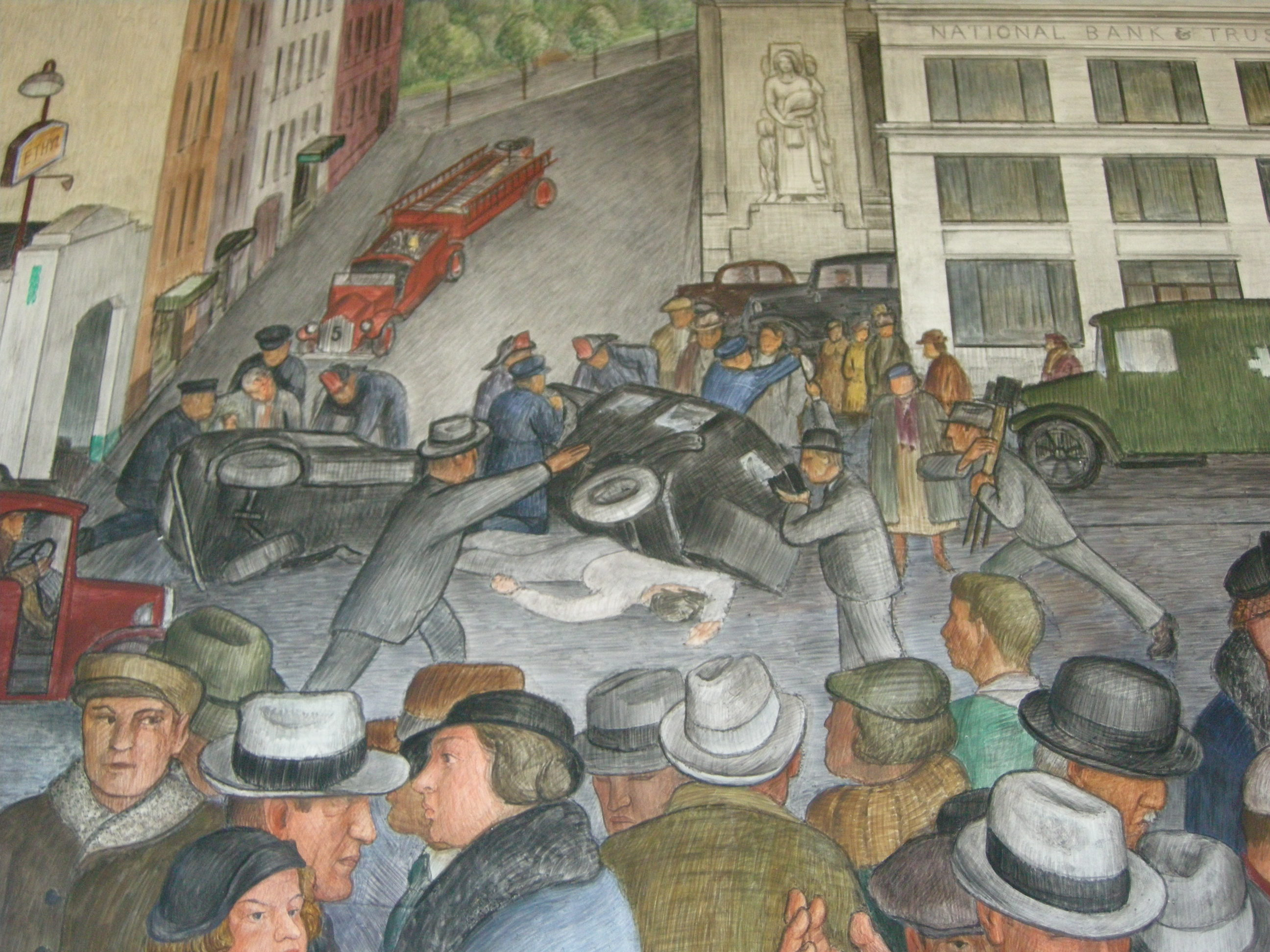
Journalisten fotografieren die Opfer eines Verkehrsunfalls
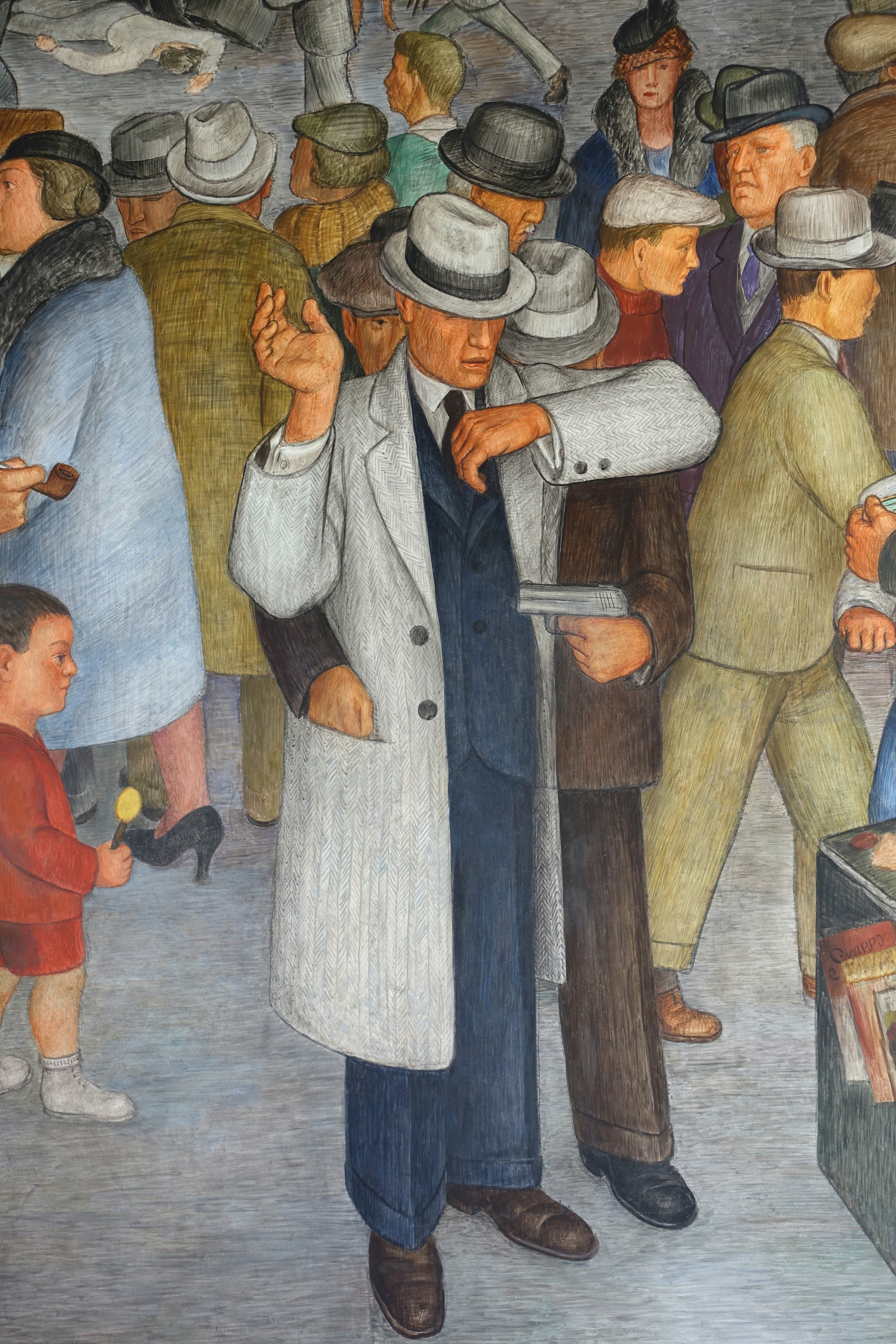
Ein Mann, von Pistole bedroht und ausgeraubt